# Santa Cruz (Zempoala)
Santa Cruz es una localidad de México localizada en el municipio de Zempoala en el estado de Hidalgo.

## Geografía
Se encuentra en la región geográfica de los llanos de Apan (Altiplanicie pulquera), le corresponden las coordenadas geográficas 19° 57’ 30.398” de latitud norte y 98° 41’ 0.273” de longitud oeste, con una altitud de 2393 m s. n. m. En cuanto a fisiografía se encuentra en la provincia del Eje Neovolcánico, dentro de la subprovincia de Lagos y Volcanes de Anáhuac; su terreno es de llanura. En lo que respecta a la hidrografía se encuentra posicionado en la región del Pánuco, dentro de la cuenca del río Moctezuma, y dentro de las subcuenca del río Tezontepec. Cuenta con un clima semiseco templado.

## Demografía
En 2020 registró una población de 792 personas, lo que corresponde al 1.37 % de la población municipal. De los cuales 362 son hombres y 430 son mujeres.
| Gráfica de evolución demográfica de Santa Cruz entre 1970 y 2020 |
|                                                                  |
| Población registrada por los censos y conteos del INEGI.         |